# Кінгслі Еміс
Кі́нгслі Е́міс  (англ. Kingsley Amis нар.16 квітня 1922 Клепгем, Південний Лондон — пом.22 жовтня 1995 Лондон) — англійський письменник, поет та критик, лицар ордена Британської імперії. Один з лідерів літературного напряму «Сердиті молоді люди».

## Життєпис
Кінгслі Еміс народився 16 квітня 1922 у Лондоні. Навчався у Сіті-оф-Лондон-скул та Сент-Джонз-коледжі. Під час Другої світової війни був у армії (1942—1945). У 1949 році закінчив Оксфордський університет.
Після закінчення Оксфордського університету викладав англійську літературу в університеті Суонсі (1948—1961), потім у Кембриджському (1961—1963) і Принстонському університетах.
Після 1961 майже весь час віддавав письменницької діяльності. Кінгслі Еміс батько Мартіна Еміса.
У 1961 році Еміс одружився з Елізабет Джейн Говард, відомою англійською письменницею. Шлюб з нею протривав 22 роки, проте розпався у 1983 році. За словами знайомих родини Еміс, саме Говард надихнула свого пасинка Мартіна серйозно зайнятися літературою.
Помер Кінгслі Еміс 22 жовтня 1995 в Лондоні.

## Творчість
Творчий шлях Еміс починав як поет. За першою збіркою «Сонячний листопад» (1947) буди «Склад розуму» (1953) та «Проби» (1956).
З-під його пера вийшли такі твори як «Везунчик Джим» (1954), за яку отримав премію Сомерсета Моема у 1955 році, комічне зображення життя провінційного університету, «Візьму дівчину, таку як ти» (1969).

## Премії та нагороди
- 1954 — Премія Сомерсета Моема за роман «Везунчик Джим»
- 1981 — нагороджений орденом Британської імперії
- 1986 — Букерівська премія за книгу «Старі дияволи»[6].

У 1990 році Емісу Кінгслі було присвоєно неспадкове шляхетне звання «Knight» (Лицар) і титул «Sir» (Сер).

## Псевдоніми
- Роберт Маркем (англ. Robert Markham)
- Вільям Таннер (англ. William Tanner)